# لوبومیرا باچوا
 لوبومیرا باچوا (بلغاری: Любомира Бачева؛ زادهٔ ۷ مارس ۱۹۷۵) یک تنیس‌باز اهل بلغارستان است.